# مايك فيبيرت
مايك فيبيرت (بالإنجليزية: Mike Vibert) (1950 – 15 يناير 2011) كان معلمًا وسياسيًا من جيرزي، وشغل منصب وزير التعليم والرياضة والثقافة في الجزيرة من 2005 حتى 2008.
شغل سابقًا منصب رئيس جمعية معلمي جيرزي، ونائب رئيس لجنة إدارة نادي سان بريليد للشباب، وبروكيور دو بيان بوبليك في بلدية لا موى.

## التعليم
تلقى فيبيرت تعليمه في مدرسة ليس لاندز ومدرسة هوتليو. ثم تدرب كمعلم في كلية سانت مارك وسانت جون (والتي كانت تقع آنذاك في لندن). انتقل من التدريس إلى الصحافة، وحصل على شهادة الدراسات العليا في الصحافة من المجلس الوطني لتدريب الصحفيين (شيفيلد).

## الصحافة
في جيرزي، وبعد ثلاث سنوات من العمل في جريدة جيرزي إيفنينغ بوست، أصبح أحد الأعضاء المؤسسين الأربعة لفريق بي بي سي راديو جيرزي عند تأسيسه، حيث شغل منصب أول محرر أخبار ثم مساعد المحرر. كما قدم تعليقات على بث جلسات برلمان جيرزي. وبعد تسريحه من بي بي سي راديو جيرزي في عام 1995، أصبح محررًا لمجلة Inside Jersey، وهي مجلة إخبارية ملونة.

## المسيرة السياسية
انتُخب في عام 1996 كنائب عن دائرة سان بريليد رقم 2 (865 صوتًا)، وأعيد انتخابه في عام 1999 (1,202 صوتًا). خلال هذه الفترة، عمل بنشاط على إنشاء منتزه ليس كرو الريفي، بالقرب من خليج بوبورت.
انتُخب في عام 2002 كعضو مجلس الشيوخ (في المركز الرابع بـ10,624 صوتًا).
في الانتخابات العامة في جيرزي 2008، التي أُجريت في 15 أكتوبر 2008، خسر مقعده في مجلس الشيوخ.
داخل البرلمان، شغل منصب رئيس لجنة الرياضة والترفيه، وأيضًا رئيس اللجنة الخاصة بشأن تشكيل وانتخابات البرلمان.

## العمل المجتمعي
في أوائل عام 2010، أصبح نائب رئيس جمعية جيرزي للبساتين وحدائق الترفيه (JALGA)، حيث لعب دورًا حاسمًا في إنشاء أول حدائق الخضروات العامة في ليس كرو بسان بريليد، منطقته الأم.